# Luksemburg na Letnich Igrzyskach Olimpijskich 1936
Luksemburg na Letnich Igrzyskach Olimpijskich 1936 w Berlinie reprezentowało 49 zawodników. Nie zdobyli żadnego medalu.

## Wyniki zawodników

### Boks
| Zawodnik           | Konkurencja                    | 1/16 finału                              | 1/8 finału                              | Ćwierćfinały                        | Półfinały        | Finał/O brąz     | Pozycja | Źródło |
| Zawodnik           | Konkurencja                    | Przeciwnik Wynik                         | Przeciwnik Wynik                        | Przeciwnik Wynik                    | Przeciwnik Wynik | Przeciwnik Wynik | Pozycja | Źródło |
| ------------------ | ------------------------------ | ---------------------------------------- | --------------------------------------- | ----------------------------------- | ---------------- | ---------------- | ------- | ------ |
| Fernand Ciatti     | Waga musza (do 50,802 kg)      | K. Frederiksen Porażka – decyzja sędziów | NQ                                      | NQ                                  | NQ               | NQ               | 16.–24. | [ 1 ]  |
| André Wollscheidt  | Waga lekka (do 61,237 kg)      | N. Stepulov Porażka – decyzja sędziów    | NQ                                      | NQ                                  | NQ               | NQ               | 17.–26. | [ 2 ]  |
| Metty Sancassiani  | Waga półśrednia (do 66,678 kg) | BYE                                      | S. de Castro Porażka – decyzja sędziów  | NQ                                  | NQ               | NQ               | 9.–15.  | [ 3 ]  |
| Jean-Pierre Graser | Waga półciężka (do 79,378 kg)  | BYE                                      | F. Risiglione Porażka – decyzja sędziów | NQ                                  | NQ               | NQ               | 9.–15.  | [ 4 ]  |
| Ernest Toussaint   | Waga ciężka (pow. 79,378 kg)   | BYE                                      | K. Lutz Wygrana – decyzja sędziów       | E. Nilsen Porażka - KO w 2. rundzie | NQ               | NQ               | 5.–8.   | [ 5 ]  |

### Gimnastyka

#### Mężczyźni
| Zawodnik          | Wielobój ind. | Wielobój ind. | Ćw. wolne | Ćw. wolne | Drążek | Drążek    | Poręcze | Poręcze | Koń z łękami | Koń z łękami | Kółka  | Kółka   | Skok   | Skok    |
| Zawodnik          | Punkty        | Pozycja       | Punkty    | Pozycja   | Punkty | Pozycja   | Punkty  | Pozycja | Punkty       | Pozycja      | Punkty | Pozycja | Punkty | Pozycja |
| ----------------- | ------------- | ------------- | --------- | --------- | ------ | --------- | ------- | ------- | ------------ | ------------ | ------ | ------- | ------ | ------- |
| Mathias Logelin   | 100,433       | 44.           | 16,167    | 59.       | 18,200 | 26.–27.   | 17,100  | 34.–35. | 17,467       | 34.          | 17,166 | 32.–33. | 14,333 | 88.     |
| Jey Kugeler       | 100,068       | 45.           | 15,900    | 64.–65.   | 16,567 | 52.       | 16,834  | 42.–44. | 15,700       | 61.          | 17,867 | 16.     | 17,200 | 31.–34. |
| Jos Romersa       | 87,501        | 84.           | 14,667    | 87.       | 14,967 | 81.–82.   | 14,034  | 82.     | 12,733       | 87.          | 15,033 | 73.     | 16,067 | 58.     |
| Franz Haupert     | 78,365        | 92.           | 13,167    | 100.      | 11,300 | 94.       | 10,866  | 98.     | 13,666       | 79.          | 14,466 | 79.     | 14,900 | 80.     |
| Marcel Leineweber | 75,867        | 94.           | 13,867    | 94.       | 12,066 | 92.       | 11,667  | 94.–95. | 12,000       | 92.          | 11,534 | 100.    | 14,733 | 83.–84. |
| Willy Klein       | 74,666        | 95.           | 13,466    | 97.       | 9,067  | 101.      | 13,100  | 91.–92. | 12,400       | 91.          | 12,400 | 92.     | 14,233 | 90.     |
| Jos Cillien       | 68,467        | 100.          | 14,700    | 86.       | 7,833  | 104.–105. | 12,767  | 93.     | 11,833       | 94.          | 12,267 | 93.     | 9,067  | 102.    |
| Mathias Erang     | 27,000        | 110.          | –         | –         | 5,333  | DNF       | 6,167   | DNF     | –            | –            | 7,167  | DNF     | 8,333  | 105.    |

| Zawodnicy | Konkurencja    | Punkty  | Pozycja | Źródło |
| --- | -------------- | ------- | ------- | ------ |
| Franz Haupert Willy Klein Jey Kugeler Marcel Leineweber Mathias Logelin Jos Romersa Jos Cillien Mathias Erang | Wielobój druż. | 516,900 | 12.     | [ 13 ] |

### Kajakarstwo
| Zawodnik                  | Konkurencja                      | Rezultat | Pozycja | Źródło |
| ------------------------- | -------------------------------- | -------- | ------- | ------ |
| Joé Treinen               | Kanadyjki jedynki 1000 m         | 7:39,5   | 6.      | [ 14 ] |
| Joé Treinen               | Kajaki składane jedynki 10 000 m | 57:14,8  | 12.     | [ 15 ] |
| André Zimmer Jean Strauss | Kajaki składane dwójki 10 000 m  | 50:47,1  | 13.     | [ 16 ] |

### Kolarstwo
| Zawodnik                                                 | Konkurencja                | Rezultat  | Pozycja          | Źródło |
| -------------------------------------------------------- | -------------------------- | --------- | ---------------- | ------ |
| Jacques Majerus                                          | Wyścig ze startu wspólnego | 2:33:08,0 | 16.–38.          | [ 17 ] |
| François Neuens                                          | Wyścig ze startu wspólnego | 2:33:08,0 | 16.–38.          | [ 17 ] |
| Paul Frantz                                              | Wyścig ze startu wspólnego | Nieznany  | Nieznana         | [ 17 ] |
| Rudy Houtsch                                             | Wyścig ze startu wspólnego | Nieznany  | Nieznana         | [ 17 ] |
| Paul Frantz Rudy Houtsch Jacques Majerus François Neuens | Jazda drużynowa            | Nieznany  | Nieklasyfikowana | [ 18 ] |

### Lekkoatletyka

#### Mężczyźni

##### Konkurencje biegowe
| Zawodnik        | Konkurencja    | Eliminacje | Eliminacje | Ćwierćfinał | Ćwierćfinał | Półfinał | Półfinał | Finał    | Finał   | Źródło |
| Zawodnik        | Konkurencja    | Rezultat   | Pozycja    | Rezultat    | Pozycja     | Rezultat | Pozycja  | Rezultat | Pozycja | Źródło |
| --------------- | -------------- | ---------- | ---------- | ----------- | ----------- | -------- | -------- | -------- | ------- | ------ |
| François Mersch | Bieg na 100 m  | 10,9       | 4.         | NQ          | NQ          | NQ       | NQ       | NQ       | NQ      | [ 19 ] |
| Jean Krombach   | Bieg na 400 m  | 50,4       | 5.         | NQ          | NQ          | NQ       | NQ       | NQ       | NQ      | [ 20 ] |
| Pierre Hemmer   | Bieg na 800 m  | 1:56,3     | 5.         | —           | —           | NQ       | NQ       | NQ       | NQ      | [ 21 ] |
| Pierre Hemmer   | Bieg na 1500 m | b.d.       | 9.         | —           | —           | —        | —        | NQ       | NQ      | [ 22 ] |
| Charles Stein   | Bieg na 800 m  | b.d.       | 7.         | —           | —           | NQ       | NQ       | NQ       | NQ      | [ 21 ] |
| Charles Stein   | Bieg na 1500 m | b.d.       | 10.        | —           | —           | —        | —        | NQ       | NQ      | [ 22 ] |
| Michel Medinger | Bieg na 5000 m | b.d.       | 13.        | —           | —           | —        | —        | NQ       | NQ      | [ 23 ] |

##### Konkurencje techniczne
| Zawodnik        | Konkurencja    | Kwalifikacje | Kwalifikacje | Finał    | Finał   | Źródło |
| Zawodnik        | Konkurencja    | Rezultat     | Pozycja      | Rezultat | Pozycja | Źródło |
| --------------- | -------------- | ------------ | ------------ | -------- | ------- | ------ |
| François Mersch | Skok w dal     | b.d.         | NQ           | NQ       | NQ      | [ 24 ] |
| Jean Wagner     | Pchnięcie kulą | b.d.         | NQ           | NQ       | NQ      | [ 25 ] |
| Jean Wagner     | Rzut dyskiem   | b.d.         | NQ           | NQ       | NQ      | [ 26 ] |

### Piłka nożna
| Zawodnicy        | 1/8 finału             | Ćwierćfinał      | Półfinał         | Finał/O brąz     | Pozycja | Źródło |
| Zawodnicy        | Przeciwnik Wynik       | Przeciwnik Wynik | Przeciwnik Wynik | Przeciwnik Wynik | Pozycja | Źródło |
| ---------------- | ---------------------- | ---------------- | ---------------- | ---------------- | ------- | ------ |
| drużyna mężczyzn | III Rzesza P 0:9 (0:2) | BYE              | BYE              | BYE              | 9.–16.  | [ 27 ] |

#### Kadra
- Jean-Pierre Hoscheid
- Victor Majerus
- Pierre Mousel
- Jos Fischer
- Jean-Pierre Frisch
- Arnold Kieffer
- Robert Geib
- Oskar Stamet
- Léon Mart
- Gusty Kemp
- Ernest Mengel
- Arthur Bernard[b]
- Alphonse Feyder[b]
- Eugène Jeanty[b]
- Jean Schmit[b]
- Théophile Speicher[b]

### Pływanie

#### Mężczyźni
| Zawodnik                                                    | Konkurencja               | Eliminacje | Eliminacje | Półfinał | Półfinał | Finał    | Finał   | Źródło |
| Zawodnik                                                    | Konkurencja               | Rezultat   | Pozycja    | Rezultat | Pozycja  | Rezultat | Pozycja | Źródło |
| ----------------------------------------------------------- | ------------------------- | ---------- | ---------- | -------- | -------- | -------- | ------- | ------ |
| Marcel Neumann                                              | 100 m stylem grzbietowym  | 1:18,8     | 6.         | NQ       | NQ       | NQ       | NQ      | [ 28 ] |
| Norbert Franck Pierre Hastert Marcel Neumann Georges Tandel | 4 × 200 m stylem dowolnym | 10:59,8    | 6.         | —        | —        | NQ       | NQ      | [ 29 ] |

### Podnoszenie ciężarów
| Zawodnik          | Konkurencja                   | Wyciskanie | Wyciskanie | Wyciskanie | Rwanie   | Rwanie   | Rwanie   | Podrzut  | Podrzut  | Podrzut  | Wynik | Miejsce | Źródło |
| Zawodnik          | Konkurencja                   | 1. próba   | 2. próba   | 3. próba   | 1. próba | 2. próba | 3. próba | 1. próba | 2. próba | 3. próba | Wynik | Miejsce | Źródło |
| ----------------- | ----------------------------- | ---------- | ---------- | ---------- | -------- | -------- | -------- | -------- | -------- | -------- | ----- | ------- | ------ |
| Franz Conrad      | Waga piórkowa (do 60 kg)      | 65,0       | 70,0       | 72,5       | 65,0     | –        | –        | 90,0     | 90,0     | 90,0     | 220,0 | 21.     | [ 30 ] |
| Nicolas Scheitler | Waga lekkociężka (do 82,5 kg) | 100,0      | 105,0      | 107,5      | 105,0    | 105      | 110,0    | 135,0    | 140,0    | 150,0    | 350,0 | 5.      | [ 31 ] |

### Zapasy
| Zawodnik        | Konkurencja                           | 1. runda                        | 2. runda         | 3. runda         | 4. runda         | 5. runda         | Finał            | Pozycja | Źródło |
| Zawodnik        | Konkurencja                           | Przeciwnik Wynik                | Przeciwnik Wynik | Przeciwnik Wynik | Przeciwnik Wynik | Przeciwnik Wynik | Przeciwnik Wynik | Pozycja | Źródło |
| --------------- | ------------------------------------- | ------------------------------- | ---------------- | ---------------- | ---------------- | ---------------- | ---------------- | ------- | ------ |
| Metty Scheitler | Styl klasyczny, waga lekka (do 66 kg) | A. Meyer Porażka – przed czasem | wycofał się      | NQ               | NQ               | NQ               | NQ               | 18.     | [ 32 ] |